# ウィリアム・スタンリー
ウィリアム・スタンリー・ジュニア（William Stanley, Jr.、1858年11月28日 - 1916年5月14日）は、アメリカ合衆国ニューヨーク州ブルックリン区出身の物理学者である。生涯で電気装置全般にわたる129の特許を取得した。

## 生涯
スタンリーは、初期のメーカーで電鍵や自動火災報知設備の工事をする電気技術者であった。ニューヨークで、彼は初期の電気設備の設計を行った。そのすぐ後、ジョージ・ウェスティングハウスがピッツバーグ工場の主任技術者として彼を雇った。
1885年に、ルシアン・ゴーラールとジョン・ディクソン・ギブスの考えに基づく初めての実用的な交流の装置を開発した。この装置はインダクションコイル (Induction coil) と呼ばれた。現代の変圧器の元になるものである。このスタンリーの仕事により、ジョージ・ウェスティングハウスがピッツバーグで主任技術者として雇うことになった。
1886年3月20日、発電機と変圧器と高圧送電線からなる、初めての高圧交流送電の完全なシステムをデモンストレーションした。このシステムにより、広範囲に電力を供給することができるようになった。彼は、自宅のあるマサチューセッツ州グレート・バーリントン (Great Barrington) の目抜き通りで、オフィスや商店に電灯を点けるためにこのシステムを設置した。スタンリーの変圧器の設計がこの後の全ての変圧器の原形となり、また彼の交流送電システムが現代の電力伝送システムの基礎となった。彼が変圧器を実際に製造した最初の人間となった。
1890年に、マサチューセッツ州ピッツフィールドにスタンリー電気製造会社 (Stanley Electric Manufacturing Company) を設立した。1903年にゼネラル・エレクトリックがこの会社を買収した。会社が立っていた土地は、今ではピッツフィールドのバークシャーにあるウィリアム・スタンリー・ビジネスパークとなっている。

## 特許
スタンリーは広い範囲の製品や電気装置に関して129の特許を取得した。主なものを以下に示す。特に重要なものを太字で示す。
- アメリカ合衆国特許第 244,331号, Circuit-closer for incandescent lamps
- アメリカ合衆国特許第 269,132号, Electric lamp
- アメリカ合衆国特許第 316,302号, Filament for incandescent electric lamps
- アメリカ合衆国特許第 322,496号, Multiple incandescent electric lamp
- アメリカ合衆国特許第 323,372号, Carbon for incandescent lamps
- アメリカ合衆国特許第 324,894号, Socket for incandescent electric lamp
- アメリカ合衆国特許第 330,269号, Holder for incandescent electric lamp
- アメリカ合衆国特許第 333,028号, Globe for incandescent electric lamp
- アメリカ合衆国特許第 349,611号, Induction coil
- アメリカ合衆国特許第 349,613号, Automatic cut-out for electric-lighting circuits
- アメリカ合衆国特許第 349,614号, Automatic cut-out for electric-lighting circuit
- アメリカ合衆国特許第 363,559号, Incandescent electric lamp [4]
- アメリカ合衆国特許第 333,564号, System of electric lighting
- アメリカ合衆国特許第 387,117号
- アメリカ合衆国特許第 428,575号
- アメリカ合衆国特許第 508,188号

## 関連文献
- "William Stanley Dies", New York Times, May 15, 1916, pg 9, col 5.
- "William Stanley" (Nov.22, 1858-May 14, 1916), Dictionary of American Biography, Vol XVII, Charles Scribner's Sons, New York, 1935, pg 514.
- "William Stanley", The National Cyclopedia of American Biography, Vol XXIV, James T. White & Co., New York, 1935, pg 394.
- William Stanley (1858-1916) — His Life and Work, Laurence A. Hawkins, The Newcomen Society in North America, New York, 1951.